# مندوكة صوفية
مندوكة صوفية (الاسم العلمي: Manduca lanuginosa) هي نوع من الحشرات تتبع جنس المندوكة من فصيلة العثث الأبو الهول.